# 唐錦
唐錦（1475年—1554年），字士綗，號龍江居士，直隸松江府上海縣（今上海市）人，民籍，明朝政治人物，官至江西按察使司提學副使。

## 生平
弘治八年（1495年）乙卯科應天府鄉試第十一名。弘治九年（1496年）丙辰科三甲第一百五十一名進士。歸養七年，方出仕，授山東東明縣知縣。陞兵科給事中，理廣東鹽法，因忤劉瑾意，謫深州州判。劉瑾伏誅，陞南京工部主事，累官江西提學副使。正德十四年（1519年）朱宸濠叛，唐錦集結城中士民，激以大義，抓捕內官杜茂等四十二人，馳請王守仁入城，建立首功。不久致仕，卒年八十。有《龍江集》傳世。

## 家族
曾祖唐以忠；祖父唐昭，以子唐瑜貴封衢州府知府；父唐琛（1429年-1512年），字廷璧，號质菴，金山衛指揮使。前母徐氏；母趙氏。具慶下。